# نانسي بيلانجر
نانسي بيلانجر هي لاعبة كرلنغ كندية، ولدت في 2 سبتمبر 1978 في Sainte-Foy, Quebec City ‏ في كندا.

## وصلات خارجية
- نانسي بيلانجر على موقع الاتحاد الدولي للكرلنغ (الإنجليزية)